# Araphura arvedlundi
Araphura arvedlundi is een naaldkreeftjessoort uit de familie van de Tanaellidae. De wetenschappelijke naam van de soort is voor het eerst geldig gepubliceerd in 2009 door Larsen & Araújo-Silva.